# 北埃爾巴 (紐約州)
北埃爾巴（英語：North Elba）是一個位於美國紐約州艾塞克斯縣的鎮。

## 人口
根據2020年美國人口普查的數據，北埃爾巴的面積為405.15平方千米，當中陸地面積為392.89平方千米，而水域面積為12.26平方千米。當地共有人口7480人，而人口密度為每平方千米18人。